# 2008年11月英國

## 11月30日
- 內政大臣施卓琪表示拒絕就保守黨下院影子入境事務發言人格林被捕一事道歉，並強調不能干預警方調查。BBC（页面存档备份，存于）
- 內政大臣施卓琪表示英國要從孟買連環恐怖襲擊一課汲取教訓，並要重新評估國內現行的反恐策略。BBC（页面存档备份，存于）

## 11月29日
- 英揆白高敦表示，自己與政府官員事前完全不知道保守黨的下院影子入境事務發言人格林被警方拘捕，他強調有關行動並非政府指使。BBC（页面存档备份，存于）
- 印度政府有高官澄清傳聞，表示無證據顯示有英國公民參與孟買連環恐怖襲擊。BBC（页面存档备份，存于）

## 11月28日
- 保守黨的下院影子入境事務發言人格林（Damian Green）被警方指控參與竊取內政部資料，並遭帶署調查，其後獲准保釋外出。保守黨對警方執法表示震怒，黨魁甘民樂批評有關當局動用反恐人員在格林家中大肆搜查，另外格林在下院的辦事處亦被調查。BBC（页面存档备份，存于）、BBC（页面存档备份，存于）、泰晤士報[]
- 消息透露政府將成為蘇格蘭皇家銀行大股東，並會持有57.9%股權。BBC（页面存档备份，存于）

## 11月27日
- 印度孟買發生針對英、美國民的連環恐怖襲擊，已知有一名英國國民在事件中喪生、另有七人受傷。BBC（页面存档备份，存于）
- 英國國界及政黨對印度孟買發生的連環恐怖襲擊都予以譴責，英揆白高敦表示警方及保安官員已前往當地了解情況。BBC（页面存档备份，存于）

## 11月26日
- 泰國政局不穩，反政府民眾在素萬那普國際機場聚集，迫使機場關閉，大批英國遊客滯留。外交部表示已派駐一隊領事人員到機場協助英國國民。BBC（页面存档备份，存于）
- 英揆白高敦證實美國候任總統奧巴馬將會在2009年4月2日到倫敦出席G20峰會。泰晤士報[]

## 11月25日
- 外相文禮彬突然出訪阿富汗首都喀布爾及赫爾曼德省，另外他拒絕排除英國明年增兵當地的可能。泰晤士報[]
- 在保守黨影子財相強烈要求下，下院議長答應在本星期三下午就《先期財政預算案》召開三小時辯論環節。BBC（页面存档备份，存于）

## 11月24日
- 財相戴理德公佈《先期財政預算案》，宣佈將增值稅由17.5%減至15%，為期13個月，以刺激消費，預計庫房因此少收125億英鎊，另外，他又宣佈政府將動用200億英鎊，用以振興經濟。泰晤士報（页面存档备份，存于）、BBC（页面存档备份，存于）
- 保守黨黨魁甘民樂回應《先期財政預算案》，批評政府減免增值稅背後，卻計劃調高高收入人士的入息稅稅率至45%，他質疑政府會因一時減稅而導致日後要不斷加稅。BBC（页面存档备份，存于）
- 美國著名歌手米高·積遜早前遭入稟控告違反一份音樂合約，但及時達成庭外和解，避免原定今日到倫敦高等法院出庭應訊。泰晤士報[]

## 11月23日
- 消息透露，英揆白高敦在星期一公佈的大規模救市方案中，會調低增值稅現時17.5%的稅率。不過財政部拒絕證實有關消息，而根據歐盟規定，增值稅稅率不可低於15%，意味增值稅最多只可調低2.5%，庫房可能會在來年少收125億英鎊。BBC（页面存档备份，存于）、泰晤士報（页面存档备份，存于）
- 北愛爾蘭一部警車失控去衝出路面撞毀，車上四名正在執勤的警員無一生還。泰晤士報[]

## 11月22日
- 英揆白高敦接受訪問時表示，政府只有採用極端手段才可挽救經濟，他將會在下星期一推出大幅度減稅及救市方案，估計會動用數以十億計英鎊。泰晤士報[]
- 政府計劃引入身分證後，向未能及時申報更改身分證上資料的人士罰款1,000英鎊，這意味婚後改冠夫姓的婦女隨時有被罰款的機會。BBC（页面存档备份，存于）

## 11月21日
- 消息指財相戴理德不排除強制銀行向受信貸危機拖累的中小企進行貸款。BBC（页面存档备份，存于）
- 保守黨調查發現政府過去一年遺失了36部BlackBerry、30部手提電話和四支記憶棒，另外亦一共遺失了53部電腦，即平均每星期遺失一部，保守黨要求政府正視問題。BBC（页面存档备份，存于）

## 11月20日
- 美國著名歌手米高·積遜遭入稟指控違反一份音樂合約，其代表律師表示他將於下星期一親赴倫敦高等法院作供。BBC（页面存档备份，存于）
- 英國10月零售業指數輕微下跌0.1%，跌幅比市場早前預計的0.9%低。BBC（页面存档备份，存于）

## 11月19日
- 英揆白高敦在唐寧街10號會見香港行政長官曾蔭權爵士，兩人討論了環球金融危機等議題。AFP
- 繼本月將利率降至3%之後，傳聞英倫銀行有意進一步減息，利率可能會降至2.5%甚至更低的水平。BBC（页面存档备份，存于）

## 11月18日
- 政府數據顯示全國通漲正由16年以來的高位回落，消費物價指數由9月的5.2%降至10月的4.5%。BBC（页面存档备份，存于）
- 國會的政府帳目委員會表示，全國每年有10%的火車班次延誤，對經濟做成10億英鎊損失。BBC（页面存档备份，存于）

## 11月17日
- 政府計劃在英格蘭地區動用450萬英鎊宣傳器官捐贈，英揆白高敦表示如果成效不彰，日後不排除會修改法例引入「假定願意捐贈器官」的概念。BBC（页面存档备份，存于）
- 英國工業聯合會預測到2010年的時候，本土失業人口有可能迫近300萬人。BBC（页面存档备份，存于）

## 11月16日
- 大曼徹斯特發生嚴重交通意外，一輛汽車逃避警方追捕時失控撞入一個花園，車上兩男一女身亡，另有一名女子情況危殆。BBC（页面存档备份，存于）
- 保守黨影子財相奧斯本為其言論作出辯護，表示只是講出「英鎊的真相」。BBC[]

## 11月15日
- 保守黨影子財相奧斯本批評英揆白高敦透過大舉向外借貸以挽救經濟，最終「會令英鎊崩坍」，白高敦則對其言論表示遺憾。BBC（页面存档备份，存于）、泰晤士報[]
- 《衛報》調查發現，政府的英格蘭《兒童保護登記冊》在2005年至2007年間，只記錄不足兩成有關兒童因疏忽照顧或虐待而致死或嚴重受傷的個案，反映保護兒童機制嚴重不足。BBC（页面存档备份，存于）

## 11月14日
- 皇儲查理斯慶祝60歲大壽，除拍攝新一輯官式照片外，又到倫敦出席太子信託青年周的開幕儀式。而在女皇欽准下，皇家騎炮團轄下英皇部隊在海德公園鳴槍41響致敬。泰晤士報[]、BBC（页面存档备份，存于）
- 英揆白高敦準備前往出席G20峰會，他呼籲各國合作減稅以挽救環球經濟。BBC（页面存档备份，存于）

## 11月13日
- 前首相馬卓安爵士在《泰晤士報》撰文批評英揆白高敦正霍揮保守黨執政時留下的經濟成果。BBC（页面存档备份，存于）
- 曼徹斯特一名三個月大的嬰兒及其兩歲大兄長被發現倒斃家中，身上有刀傷，其21歲母親涉嫌謀殺，被警方帶署調查。BBC（页面存档备份，存于）
- 奧運部長蔣黛絲早前表示如果當初知道現時的情況，就不會申辦奧運。她今日澄清否認有關言論代表對英國成功申辦2012年奧運感到遺憾。BBC（页面存档备份，存于）

## 11月12日
- 英國失業人口節節上升，自7月至9月上升140,000人至182萬人，是11年以來最高紀錄。至於失業率亦由第二季的5.4%上升至第三季的5.8%。BBC（页面存档备份，存于）
- 一名15歲少年昨晚與數名朋友在德比街頭行走時，遭人開槍擊中胸部，送院搶救後不治。BBC[]

## 11月11日
- 英國各地在終戰紀念日紀錄一戰結束90周年，全國四名僅餘在世的一戰老兵，其中三名出席倫敦的紀念儀式，並分別代表三軍在和平紀念碑前獻花。泰晤士報（页面存档备份，存于）、BBC（页面存档备份，存于）
- 下院就倫敦希思羅機場是否需要興建第三條跑道展開辯論。BBC（页面存档备份，存于）

## 11月10日
- 英揆白高敦表示會研究「一切辦法」協助人民渡過經濟不景，其言論引起外界揣測他可能會提出減稅。BBC（页面存档备份，存于）
- 倫敦警察廳廳長伊恩·布萊爾爵士（Sir Ian Blair）早前被倫敦市長鮑里斯·約翰遜迫令提早於12月1日退休，但即時獲發300,000鎊退休金，在2010年後可每年領取168,000鎊長俸。泰晤士報[]

## 11月9日
- 本日為和平紀念星期日，英女皇等嘉賓在倫敦白廳和平紀念碑前獻花，紀念一戰終戰90周年及悼念陣亡將士。BBC（页面存档备份，存于）、泰晤士報（页面存档备份，存于）、每日電訊報（页面存档备份，存于）
- 英國軍方高層表態反對駐伊拉克英軍撤，出後調到阿富汗服役，並認為軍員征戰多時，需要休養。BBC（页面存档备份，存于）

## 11月8日
- 平等及人權委員會主席認為工黨黨內存在的「制度性種族主義」，令英國很難讓像奧巴馬一樣的人出任首相。BBC（页面存档备份，存于）、泰晤士報[]
- 英揆白高敦對房貸機構答應調低按揭利率表示歡迎。BBC（页面存档备份，存于）

## 11月7日
- 三間主要樓宇按揭機構全國屋宇協會、HBOS及RBS在財相戴理德強烈要求下調低按揭利率1.5%。BBC（页面存档备份，存于）、泰晤士報[]
- 代表全國約270,000名公務員的公共及商業服務工會原定在11月10日就薪酬問題發動大罷工，但因政府願意展開新一輪談判而決定暫時押後行動28日。BBC（页面存档备份，存于）
- 工黨在下議院的蘇格蘭法夫格倫羅西斯選區勝出，英揆白高敦表示選舉結果反映國民已準備好支持能夠「真正幫忙」的政府。BBC（页面存档备份，存于）

## 11月6日
- 英倫銀行宣佈大幅減息1厘半，息率由4.5厘降至3厘，是自1955年以來最低水平。英倫銀行上月亦已將息率由5厘減至4.5厘。BBC（页面存档备份，存于）、泰晤士報（页面存档备份，存于）
- 財相戴理德公佈政府會代墊8億英鎊，讓230,000名將存款存於冰島問題銀行的英國國民取回款項。BBC（页面存档备份，存于）

## 11月5日
- 上議院通過修訂限制警隊全國資料庫儲存曾被拘留人士的指紋及DNA，政府發言人回應指有關修訂並不必要，亦會妨礙政府打擊恐怖主義活動。BBC（页面存档备份，存于）
- 調查指現今學童比上一代高和肥胖，但學校的桌椅大小沒有作適當調整，使更多學童患上背痛，甚至影響學習能力。泰晤士報[]

## 11月4日
- 國防部承認派往阿富汗的士兵返國後九個月內，比駐守本土的士兵更易患上創傷後心理壓力緊張症候群，而女性服役兵員亦更易患上精神問題。泰晤士報（页面存档备份，存于）
- 衛生大臣莊翰生建議撤銷NHS支付不在醫療服務範圍內的藥物費用上限，以提升服務質素。BBC（页面存档备份，存于）

## 11月3日
- 英國獨立黨黨魁明確表態，表示該黨「全體一致地反對」與極右政黨英國國家黨在來屆歐洲議會選舉中合作。BBC（页面存档备份，存于）
- 萊斯TBS公佈與HBOS的合併成「萊斯銀行集團」的計劃，表示將來須額外削減5億英鎊開支，外界擔心集團可能裁員30,000人。泰晤士報[]
- 外相文禮彬改變立場，表示英國有可能要派兵到剛果共和國協助維和任務。泰晤士報[]

## 11月2日
- 英揆白高敦在利雅德會見沙特阿拉伯國王阿卜杜拉，白高敦表示相信該國會向IMF注資協助挽救陷入經濟崩潰的國家。BBC（页面存档备份，存于）
- 有政府官員警告BBC應削減部份藝員七位數字的薪酬，否則會削減政府每年撥給的34億公帑。泰晤士報（页面存档备份，存于）

## 11月1日
- 英國應募從軍的人數有上升趨勢，2007年6月至2008年6月投考陸軍、皇家空軍及皇家海軍的男女人數錄得12%增幅。泰晤士報[]
- 外相文禮彬表示剛果共和國急需國際援助，但認為英國現時無需派兵協助。當地東部因為武裝衝突，導致數以萬計的平民無家可歸。BBC（页面存档备份，存于）、BBC（页面存档备份，存于）
- 英揆白高敦出訪波斯灣產油國，呼籲產油國有責任穩定石油價格。BBC（页面存档备份，存于）
- 據消息透露，有歐洲金融集團正計劃打算收購早前破產的HBOS銀行。BBC（页面存档备份，存于）
- 英國電信電訊計劃大規模淘汰使用率低及蝕本的傳統紅色電話亭，但容許地方議會以1英鎊購買電話亭外殼，或繳交500英鎊年費維持其服務，有關申請在今日截止。全英國在2002年原本有95,000部電話亭，但隨著手提電話的使用日益普遍，英國電信迄今已淘汰其中的31,000座，當中不少超過七十年歷史。BBC（页面存档备份，存于）、BBC（页面存档备份，存于）、BBC（页面存档备份，存于）

| 依月份排列新聞動態 |
| \| - 2014年英國：1月 - 2月 - 3月 - 4月 - 5月 - 6月 - 7月 - 8月 - 9月 - 10月 - 11月 - 12月 - 2013年英國：1月 - 2月 - 3月 - 4月 - 5月 - 6月 - 7月 - 8月 - 9月 - 10月 - 11月 - 12月 - 2012年英國：1月 - 2月 - 3月 - 4月 - 5月 - 6月 - 7月 - 8月 - 9月 - 10月 - 11月 - 12月 - 2011年英國：1月 - 2月 - 3月 - 4月 - 5月 - 6月 - 7月 - 8月 - 9月 - 10月 - 11月 - 12月 - 2010年英國：1月 - 2月 - 3月 - 4月 - 5月 - 6月 - 7月 - 8月 - 9月 - 10月 - 11月 - 12月 - 2009年英國：1月 - 2月 - 3月 - 4月 - 5月 - 6月 - 7月 - 8月 - 9月 - 10月 - 11月 - 12月 - 2008年英國：1月 - 2月 - 3月 - 4月 - 5月 - 6月 - 7月 - 8月 - 9月 - 10月 - 11月 - 12月 檢閱 \| |
| - 2014年英國：1月 - 2月 - 3月 - 4月 - 5月 - 6月 - 7月 - 8月 - 9月 - 10月 - 11月 - 12月 - 2013年英國：1月 - 2月 - 3月 - 4月 - 5月 - 6月 - 7月 - 8月 - 9月 - 10月 - 11月 - 12月 - 2012年英國：1月 - 2月 - 3月 - 4月 - 5月 - 6月 - 7月 - 8月 - 9月 - 10月 - 11月 - 12月 - 2011年英國：1月 - 2月 - 3月 - 4月 - 5月 - 6月 - 7月 - 8月 - 9月 - 10月 - 11月 - 12月 - 2010年英國：1月 - 2月 - 3月 - 4月 - 5月 - 6月 - 7月 - 8月 - 9月 - 10月 - 11月 - 12月 - 2009年英國：1月 - 2月 - 3月 - 4月 - 5月 - 6月 - 7月 - 8月 - 9月 - 10月 - 11月 - 12月 - 2008年英國：1月 - 2月 - 3月 - 4月 - 5月 - 6月 - 7月 - 8月 - 9月 - 10月 - 11月 - 12月 檢閱       |